# Babylonia (gruppo musicale)
Babylonia è una band italiana di musica elettronica, formatasi nel 2003
I Babylonia sono il progetto musicale di Max Giunta e Robbie Rox.
La band nasce nel 2003 con la pubblicazione del singolo "Without Asking Me".
Segue l'album di debutto LATER TONIGHT (2006) ben accolto dalla stampa specializzata che risponde con recensioni lusinghiere.
Il disco viene pubblicato in tutto il mondo dall'etichetta tedesca Infacted Recordings, leader della musica elettronica.
Per il pubblico della rete, i Babylonia diventano un progetto interessante da seguire.
Il tour di "Later Tonight" passa per diverse città in tutta Europa, da Berlino a Francoforte, Praga, Bratislava, Parigi e altre. La band ha l'occasione di aprire i concerti di varie band di culto tra cui Client, IAMX e Melotron.
A novembre del 2008 i Babylonia vincono al M.E.I. di Faenza la sezione dedicata alla musica elettronica.
Nel gennaio 2010 i Babylonia tornano con il secondo album MOTEL LA SOLITUDE per il quale la band si avvale del sound engineer Marco Barusso (Lacuna Coil, Modà, HIM, E. Ramazzotti e altri).
I singoli estratti (BY MY SIDE, MYSELF INTO MYSELF e ETHEREAL CONNECTION) trovano un buon riscontro dalle radio italiane e i video, diretti da Stefano Bertelli (Cristina Donà, Caparezza e altri), vengono programmati dalle principali TV musicali (MTV, Deejay TV, Match Music, Music Box e altre).
Il TOUR LA SOLITUDE porta la band ad esibirsi in numerose città italiane ed europee tra cui le indimenticabili date a Mosca, Barcellona, Istanbul, Bratislava e San Pietroburgo.
Durante il tour, i Babylonia hanno aperto l'unico concerto italiano dei PET SHOP BOYS.
L'anno successivo, tra maggio e luglio 2011, i Babylonia sono impegnati con il nuovo CONNECTION TOUR 2011 che include date in Italia e all'estero (degne di nota Madrid, Volgograd e il Moonlight Festival di Rimini).
Il 29 giugno 2011 il mondo dei Babylonia viene travolto dalla scomparsa prematura di Robbie Rox.  In nome di tutta la strada percorsa assieme in tanti anni, Max decide di proseguire dedicando l'intera produzione futura al compagno di vita Robbie Rox.
Nel dicembre 2011 viene pubblicato THE ETHEREAL COLLECTION, un vinile a tiratura limitata e numerata realizzato in memoria di Robbie.
L'album contiene tutti i singoli dei Babylonia e la struggente ballata inedita IO SONO IL DESERTO scritta proprio da Robbie che vede la partecipazione straordinaria di ALICE.
Nel settembre 2012, durante la lavorazione del nuovo album (in uscita nel 2013), Max realizza il progetto speciale TALES OF LOVING HEARTS che contiene brani inediti e qualche cover (tra cui "Fortissimo" di Rita Pavone, "La sua Figura" di Giuni Russo e "Of All The Things We've Made" degli OMD).
Il ricavato del CD viene dato in beneficenza al rifugio “Cane Amico” in memoria dell'amore di Robbie per gli animali.
Il 16 giugno 2015 la band torna con il singolo LOVE IS HEALING che vanta prestigiose collaborazioni tra cui quella con Steve Lyon (Depeche Mode, The Cure, Subsonica) e Marco Barusso.
Il 30 ottobre 2015 viene pubblicato il nuovo album MULTIDIMENSIONAL con distribuzione Universal Music. Il disco viene anticipato dall'uscita del secondo singolo I BREATHE.
I Babylonia lanciano il Multidimensional Tour a supporto del nuovo album, esibendosi in varie città italiane e europee tra cui Milano, Cagliari, Torino, Mosca e Bratislava.
Il 27 maggio 2016 la band pubblica il terzo singolo BACK TO YOU.

## Discografia

### Album
- 2005 - Later Tonight (Y Records/Moda Music)
- 2006 - Later Tonight V2.0 (Infacted Recordings)
- 2010 - Motel La Solitude (Halidon)
- 2011 - Motel La Solitude with bonus track (Twilight Records)
- 2011 - The Ethereal Collection (Halidon)
- 2012 - Tales Of Loving Hearts
- 2015 - Multidimensional (Smilax / Universal Music)

### Singoli
- 2003 - Without Asking Me (People Music/Emi Capitol)
- 2005 - Catch Me (Y Records/Moda Music)
- 2005 - Something Epic (Y Records/Moda Music)
- 2006 - That Big Lie (Infacted Recordings)
- 2006 - (If U Want) My Love (Infacted Recordings)
- 2010 - By My Side (Halidon)
- 2010 - Myself Into Myself (Halidon)
- 2011 - Ethereal Connection (Halidon)
- 2011 - Io Sono Il Deserto feat. ALICE (Halidon)
- 2013 - Of All The Things We've Made
- 2013 - La Sua Figura
- 2015 - Love Is Healing (Time Records)
- 2015 - I Breathe (Smilax Recordings)
- 2016 - Back To You (Smilax Recordings)